# Pseudokermes marginatus
Pseudokermes marginatus är en insektsart som beskrevs av Robert Newstead 1920. Pseudokermes marginatus ingår i släktet Pseudokermes och familjen skålsköldlöss.
Artens utbredningsområde är Guyana. Inga underarter finns listade i Catalogue of Life.